# Teodosio II di Alessandria
Papa Teodosio II (fl. XI-XII secolo), è stato papa e patriarca greco-ortodosso di Alessandria e di tutta l'Africa tra l'XI e il XII secolo.
Secondo una cronotassi cattolica del XVIII secolo, fu il successore di Saba e fu seguito da Cirillo II.